# La calle 42
La calle 42 (42nd Street) es una película musical creada durante la gran depresión en 1933, que pertenece a la productora Warner Bros.  Fue dirigida por Lloyd Bacon, y las coreografías fueron supervisadas por Busby Berkeley. Este filme está basado en la novela del mismo nombre, escrita por Bradford Ropes. El guion fue escrito por James Seymour y Whitney Bolton.  
Además, cabe destacar que este filme fue nominado al premio Óscar por mejor película y mejor sonido. En 1998, esta película fue añadida al Registro Nacional de Filmes para ser preservada, debido a que es uno de los mejores musicales de todos los tiempos.

## Argumento
La película se desarrolla en el año de 1932, durante la gran depresión. Los productores de Broadway, Jones (Robert McWade) y Barry (Ned Parks), deciden presentar el show musical titulado Pretty Lady, con la actuación estelar de la bellísima Dorothy Brock (Bebe Daniels). El protector de Dorothy, un industrial de nombre Abner Dillon (Guy Kibbee) es el principal inversor de la obra.  Sin embargo, mientras Dorothy conserva la relación con Dillon, secretamente se ve con su amante y compañero de espectáculo, Pat Denning (George Brent).
Para garantizar el éxito de la obra, el afamado  y estricto director Julian Marsh (Warner Baxter) es contratado. Pero Marsh está enfermo, sin amigos, amargado y en quiebra por la caída de la bolsa de valores en 1929. Este se ve obligado a que la obra sea un éxito, para poder tener suficiente dinero para jubilarse. 
La selección de actores y los ensayos dan inicio, a pesar de la gran competencia y las insinuaciones del jefe de reparto. La inocente y primeriza Peggy Sawyer (Ruby Keeler) es engañada, hasta que dos coristas, Lorraine Fleming (Una Merkel) y Ann “Anytime Annie” Lowell (Ginger Rogers) se unen a ella. De esta manera, Peggy  consigue trabajo como corista en el musical. Lorraine siente afecto por el director de danza, Andy Lee (George E. Stone), mientras que el joven galán de la obra Billy Lawler (Dick Powell) desarrolla una atracción por Peggy.  Lawler comenta y recomienda a Marsh que tenga en cuenta a  Peggy. 
Los ensayos continúan durante cinco semanas, y Marsh está insatisfecho.   Sin embargo, la víspera al estreno de la obra, la actriz  principal, Dorothy Brock , se lesiona el tobillo, y la novata Peggy, la sustituye en el papel principal y es obligada a ensayar hasta el agotamiento. Responsable de la suerte de la compañía, sale a escena y entusiasma a los espectadores. Aproximadamente se dedican veinte minutos a las coreografías de Busby Berkeley, tituladas: Shuffle Off to Buffalo, I am Young and Healthy y el número principal, La calle 42.  La obra teatral es un éxito, y durante la escena final, Marsh abandona el teatro sin llamar la atención a través de una salida de emergencia y muy agotado de saborear su triunfo.

## Producción
La calle 42 fue el primer filme de Ruby Keeler, y la primera vez que un coreógrafo Busby Berkeley y los compositores musicales Harry Warren y Al Dubin, trabajaban para Warner Bros. El director Lloyd Bacon no era la primera opción, pero fue elegido para reemplazar al director Mervyn LeRoy que se encontraba mal de salud. En ese tiempo, LeRoy mantenía una relación amorosa con la actriz Ginger Rogers y sugirió que ella hiciese el papel de Ann.
Varios actores fueron considerados para los papeles principales, incluyendo a Warren William y Richard Barthelmess para el personaje de Julian Marsh, que finalmente fue interpretado por Warner Baxter. Asimismo, Kay Francis y Ruth Chatterton fueron tomadas en cuenta para el papel de Dorothy Brock, que finalmente fue interpretado por Bebe Daniels. Otros actores barajados Loretta Young para el papel de Peggy, Joan Blondell para el de Ann, Glenda Farrell para el papel de Lorraine y Frank McHugh para el de Andy.
La producción de La calle 42 empezó el 5 de octubre de 1932 y el rodaje duró 28 días  en los estudios de la Warner Bros. en Burbank, California. La inversión total del filme osciló entre 340.000 dólares a 439.000 dólares.
La película se estrenó en el Strand Theatre, ubicado en Nueva York, el 9 de marzo de 1933 y se convirtió en una de las producciones más rentables de ese año, obteniendo unos ingresos totales de aproximadamente 2.300.000 dólares.

## Números musicales
- "Forty-Second Street"
- "It Must Be June"
- "Shuffle Off to Buffalo" (canción)
- "Young and Healthy"
- "You're Getting To Be A Habit With Me"

## Reparto
| Actor / Actriz   | Personaje              |
| ---------------- | ---------------------- |
| Warner Baxter    | Julian Marsh           |
| Bebe Daniels     | Dorothy Brock          |
| George Brent     | Pat Denning            |
| Ruby Keeler      | Peggy                  |
| Guy Kibbee       | Abner Dillon           |
| Una Merkel       | Lorraine Fleming       |
| Ginger Rogers    | Ann                    |
| Ned Sparks       | Barry                  |
| Dick Powell      | Billy Lawler           |
| Allen Jenkins    | Mac Elroy              |
| Edward J. Nugent | Terry                  |
| Robert McWade    | Jones                  |
| George E. Stone  | Andy Lee               |
| George Irving    | Doctor                 |
| Charles Lane     | Autor de 'Pretty Lady' |
| Wallis Clark     | Dr. Chadwick           |
| Harry Akst       | Jerry                  |

## Premios
| Año  | Resultado | Premio                 | Categoría                                     |
| ---- | --------- | ---------------------- | --------------------------------------------- |
| 1934 | Nominado  | Premio Óscar           | Mejor película Mejor sonido- Nathan Levinson. |
| 1998 | Ganador   | National Film Registry | Preservación.                                 |